# 트라이레일
트라이레일(영어: Tri-Rail, 이하 TRCX)은 미국 동부 플로리다주의 대중 교통 체계이다. 일반적으로 광역 마이애미 지역 승객들을 수송한다. 트라이레일의 통근 열차로 연간 14,800명의 승객을 실어나르고, 통근 열차는 이층 객차와 디젤 기관차로 운행한다.
마이애미의 첫 통근 열차 체계인 트라이레일은 1989년에 개통되어 현재는 마이애미의 승객 수송을 담당하는 공기업인 사우스 플로리다 리저널 트랜스포테이션 산하의 교통국이 되어 플로리다 주의 공기업으로 운행하고 있다.

## 사진

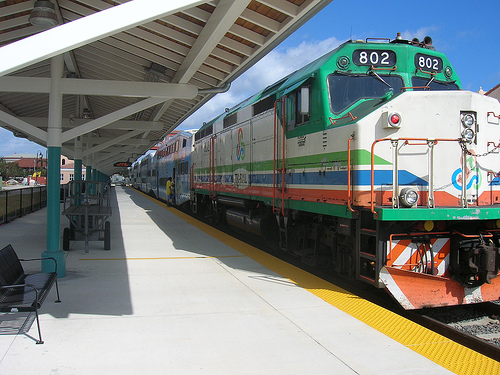
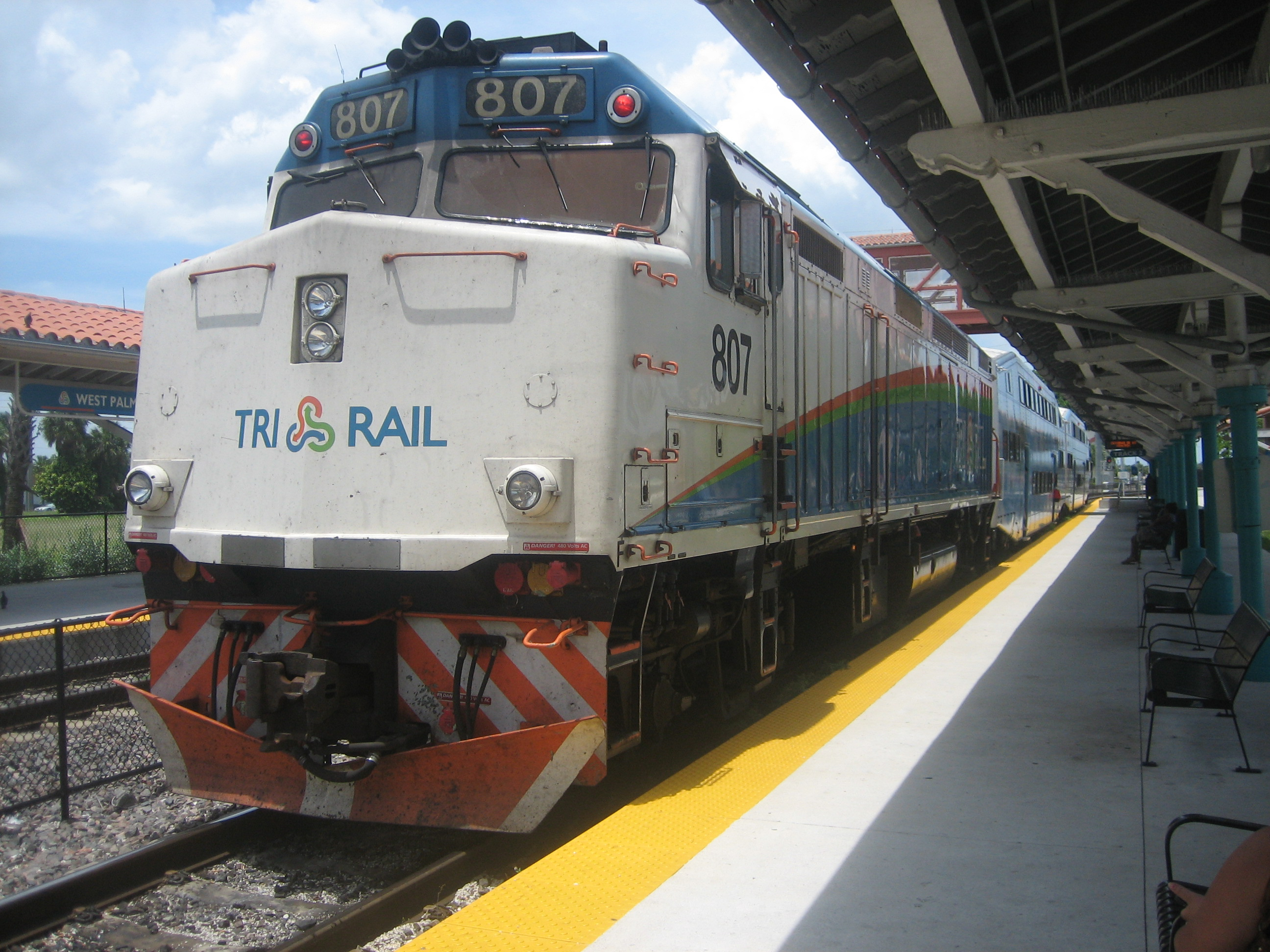
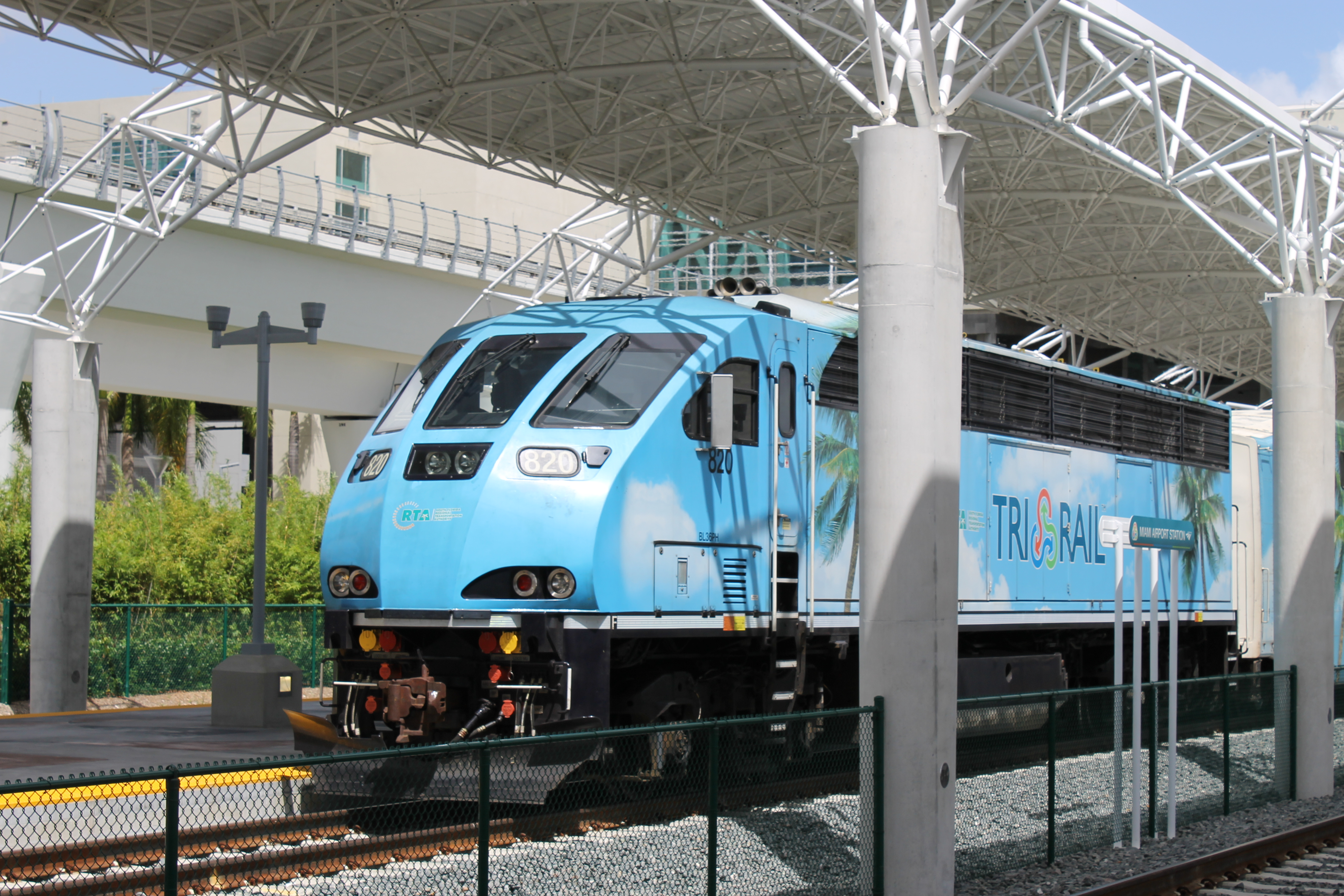
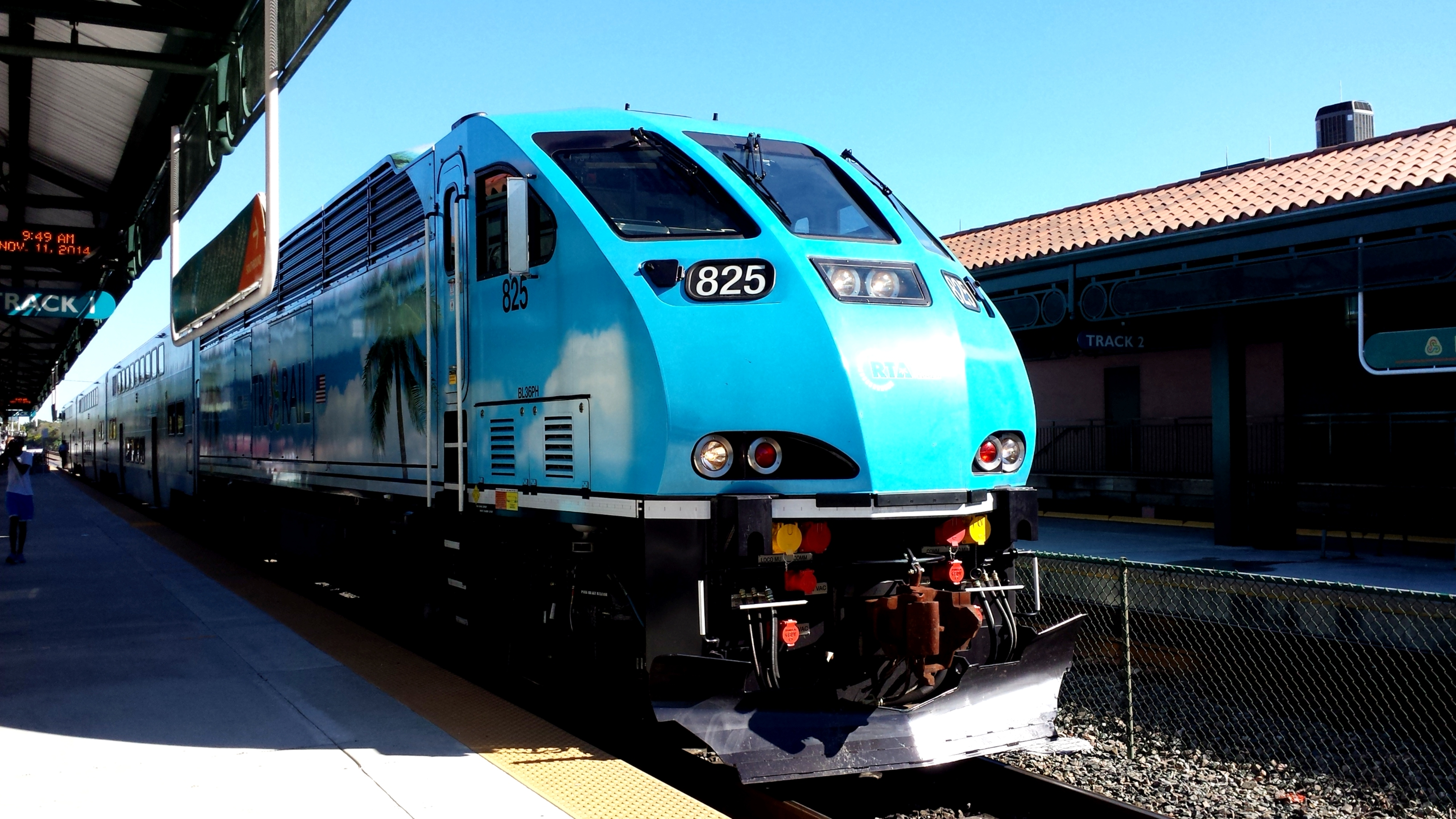
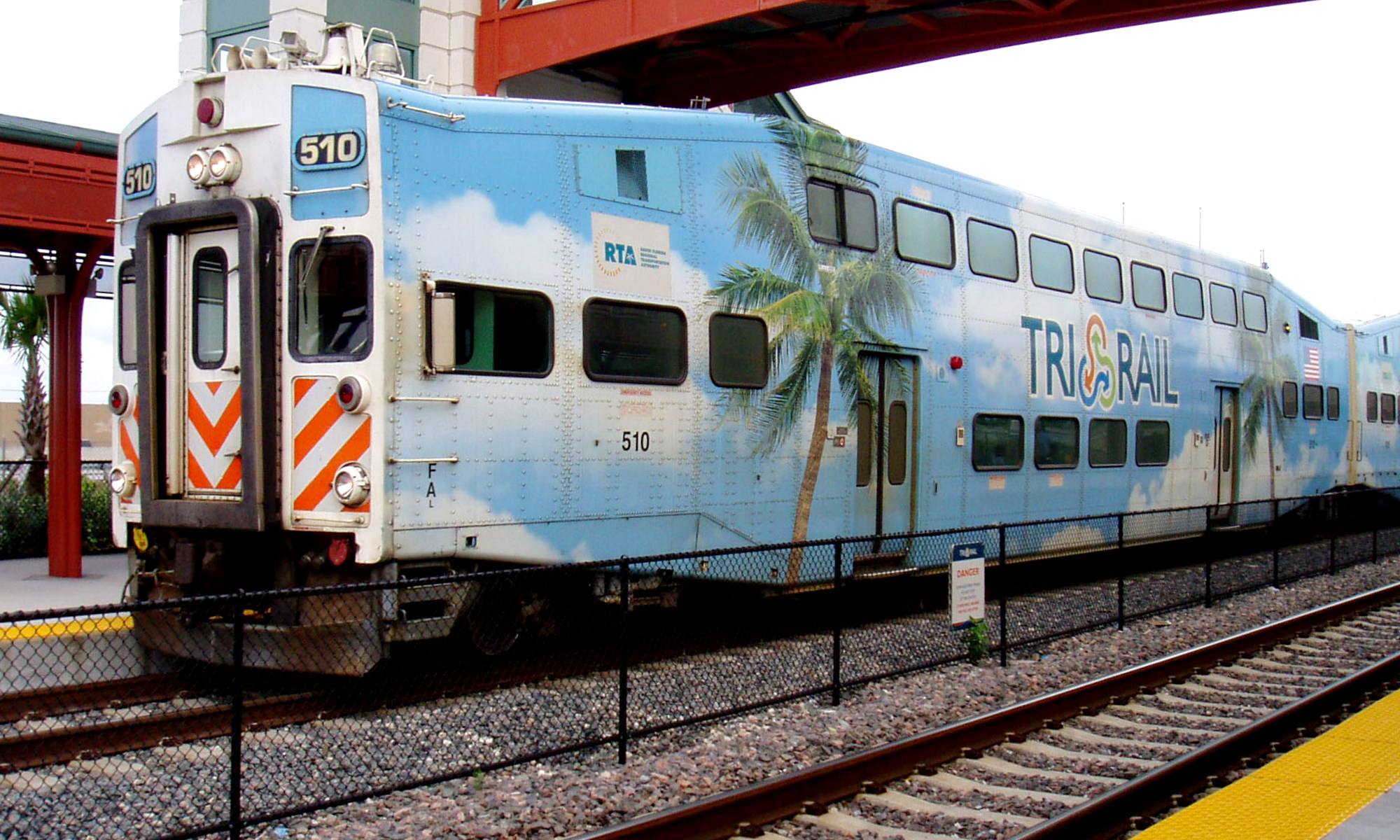
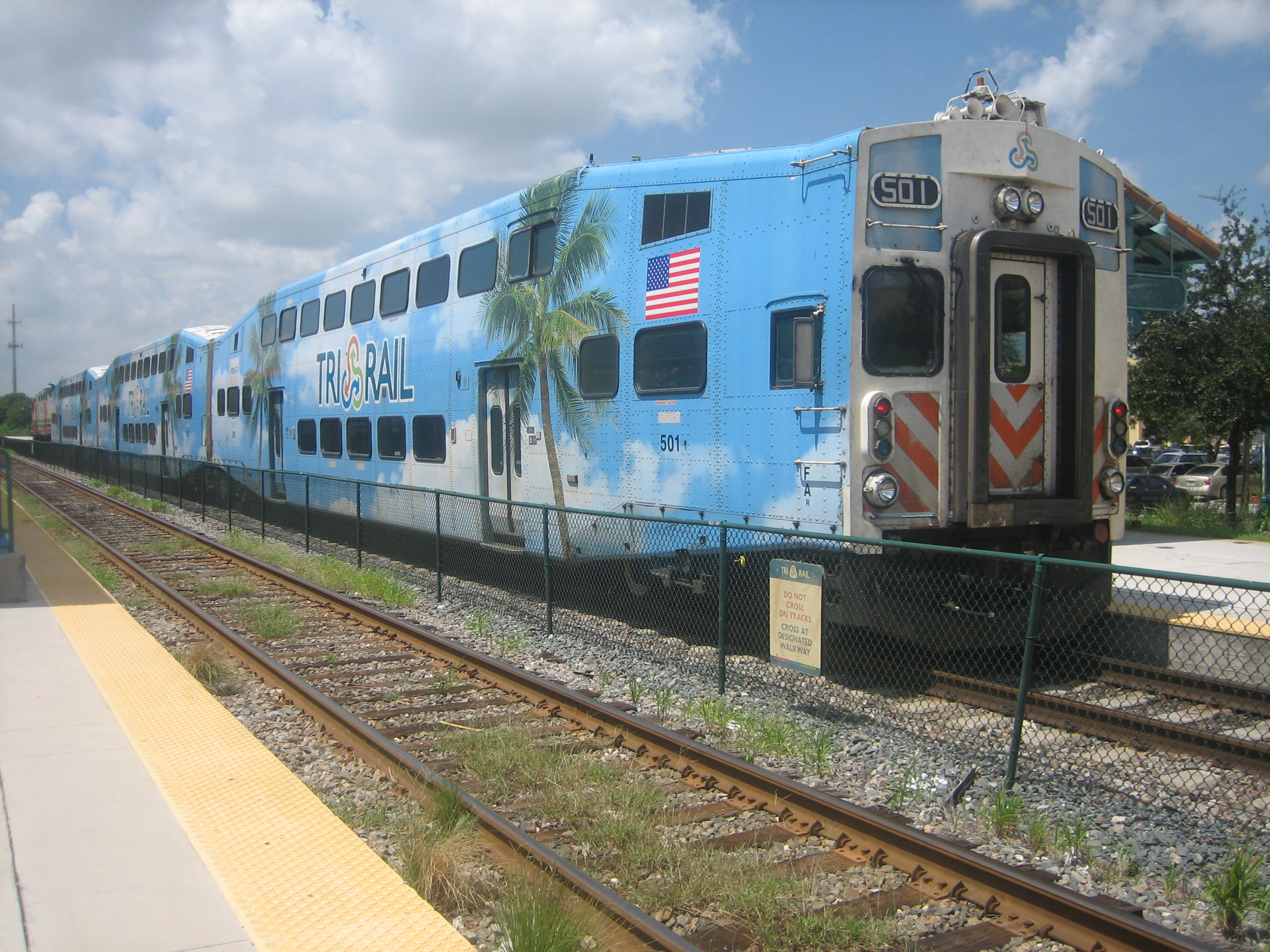
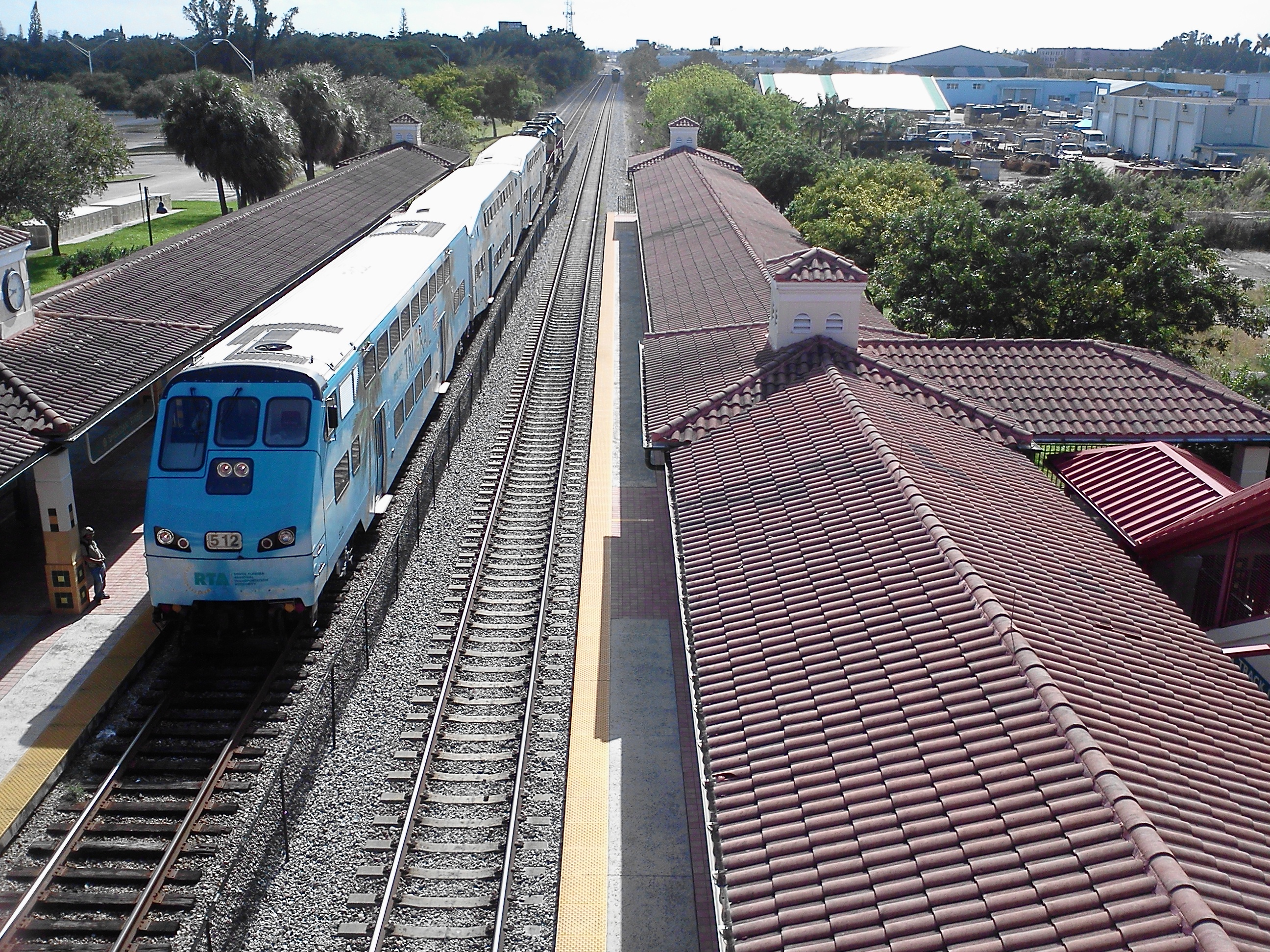

## 같이 보기
- 선레일